# Federico Giampaolo
Federico Giampaolo (Teramo, 3 marzo 1970) è un allenatore di calcio ed ex calciatore italiano, di ruolo centrocampista o attaccante, tecnico in seconda del Casarano.

## Biografia
È fratello minore di Marco, anche lui allenatore ed ex calciatore.

## Caratteristiche tecniche

### Giocatore
È stato un trequartista abile tecnicamente, capace di fornire assist decisivi agli attaccanti e al contempo di trovarsi davanti alla porta grazie a repentine accelerazioni o a giocate fulminee che gli hanno permesso di realizzare molti gol.

### Allenatore
Utilizza il modulo tattico 4-3-1-2 (4 difensori, 3 centrocampisti, 1 trequartista e 2 attaccanti).

## Carriera

### Giocatore

Giampaolo nella squadra Primavera della nella stagione 1989-1990

Dopo essere cresciuto calcisticamente nelle formazioni giovanili del Giulianova inizia la carriera nel 1987 con la prima squadra della città abruzzese in cui milita anche il fratello Marco. In Serie C2 colleziona 27 presenze e 4 gol. Ciò permette il suo passaggio in Serie A nella Juventus dove tuttavia in due anni, dal 1988 al 1990 ha giocato nella squadra Primavera non avendo modo di esordire a livello ufficiale in prima squadra.
Nel 1990 va quindi a giocare nello Spezia, in Serie C1, collezionando 31 presenze e 4 gol. Nel 1991 ritorna in massima serie ma questa volta con la maglia del Bari, mettendo a referto 20 presenze e un gol. Nel 1992 esordisce in Serie B con il Verona, con cui totalizza 29 presenze e 5 gol e nello stesso anno fa la sua unica apparizione con la maglia azzurra della Nazionale Under 21.
Nel 1993 cambia nuovamente squadra, rimanendo tra i cadetti con la maglia del Palermo, in prestito, collezionando 21 presenze e un gol. Nel 1994 giunge nel Pescara dove riesce a dare stabilità alla sua carriera, rimanendo in Abruzzo sino al 1997 (il primo anno è in prestito dalla Juventus) collezionando 101 presenze e 35 gol. Passa poi al Genoa ove rimane per un anno condito da 37 presenze e 10 gol. Si accasa quindi alla Salernitana, il primo anno in serie A e il secondo in B, inanellando nella massima serie 23 presenze e 3 gol. Nel gennaio 2000 ritorna a Pescara collezionando 60 presenze e 14 gol.
Nel 2001 è a Cosenza, in serie cadetta, dove con 22 presenze e 5 gol contribuisce alla salvezza conquistata dall'allenatore Luigi De Rosa. Nel 2002 ritorna per la terza volta al Pescara dando il suo contributo per la promozione in serie B. Rimane col club abruzzese fino al 2005, mettendo a referto 92 presenze e 19 gol: con i suoi 68 gol realizzati complessivamente nei vari campionati in riva all'Adriatico, è il secondo miglior cannoniere del club biancoazzurro dopo Mario Tontodonati e il calciatore pescarese con più presenze dopo Ottavio Palladini.
Nel 2005 passa all'Ascoli allenato dal fratello Marco, in Serie A, giocando tuttavia solo due partite in Coppa Italia ad agosto. In settembre passa così al Modena con cui inanella 25 presenze e 1 gol. Nel 2006 è a Crotone, non riuscendo a evitare la retrocessione dei calabresi in C1 a fronte di 24 presenze e 5 gol. Nel 2007 passa alla Cavese, sempre in terza serie, società che lascia dopo una stagione per accasarsi, nell'estate del 2008, al Sorrento dove vince la Coppa Italia Lega Pro, segnando peraltro la rete decisiva alla Cremonese nella finale di ritorno.
Nell'estate 2009 firma per un'ultima stagione con il Noicattaro, in Seconda Divisione, concludendo in Puglia la sua carriera agonistica con 11 presenze e 4 gol agli inizi del 2010. In carriera ha totalizzato complessivamente 37 presenze e 3 reti in Serie A e 387 presenze e 78 reti in Serie B.

### Allenatore
Ritiratosi dal calcio giocato, il 24 febbraio 2010 entra nello staff tecnico del mister Sauro Trillini, divenendo allenatore in seconda del Noicattaro.
Nel 2011 diventa l'allenatore della formazione Primavera del Bari.
Il 23 luglio 2013 diventa l'allenatore della Primavera del Pescara.
Dal mese di agosto a fine settembre 2014 è stato l'allenatore del Vallée d'Aoste, in Serie D.
Nella stagione 2015-2016 è il vice di Luca D'Angelo alla guida della Fidelis Andria in Lega Pro.
Nel luglio 2016 diventa allenatore della squadra Under 17 del Bari.
Dal 2017 al 2019 ha allenato l'Avezzano in Serie D. Il 7 giugno 2019 diventa il nuovo tecnico della Recanatese. Il 19 febbraio 2021, dopo la sconfitta con il Montegiorgio, i leopardiani comunicano il suo esonero.
Il 29 giugno 2021 assume la guida tecnica dell'Aquila, squadra militante nel campionato di Eccellenza Abruzzese. Il 12 dicembre, dopo la sconfitta di Spoltore e con la squadra al 4º Posto in classifica, si dimette dall'incarico.
Nel 2022 diviene allenatore della formazione primavera del Bari. Il 15 aprile 2024 gli viene affidata fino al termine della stagione la guida della prima squadra, scivolata in zona retrocessione, dopo l'esonero di Giuseppe Iachini. Debutta il 20 aprile seguente nella partita casalinga pareggiata per 1-1 contro il Pisa. Nelle successive tre partite raccoglie solamente due pareggi e una sconfitta che negano alla squadra la possibilità di salvarsi direttamente. Nell'ultima giornata coglie un successo per 2-0 in casa contro il Brescia che garantisce la possibilità di giocarsi la salvezza al play-out contro la Ternana. Nella gara d'andata il Bari pareggia per 1-1 costringendo la squadra barese alla vittoria che arriva nella gara di ritorno per 0-3, cogliendo così la salvezza. Successivamente lascia la panchina della prima squadra e declina l'incarico di allenare la formazione under 17 barese, chiudendo così la sua esperienza nel Bari.
Il 12 dicembre 2024 viene nominato tecnico in seconda del Casarano, club salentino militante in Serie D, insieme a Vito Di Bari.

## Statistiche

### Statistiche da allenatore
Statistiche aggiornate al 23 maggio 2024.
| Stagione          | Squadra           | Campionato        | Campionato | Campionato | Campionato | Campionato | Coppe nazionali | Coppe nazionali | Coppe nazionali | Coppe nazionali | Coppe nazionali | Coppe continentali | Coppe continentali | Coppe continentali | Coppe continentali | Coppe continentali | Altre coppe | Altre coppe | Altre coppe | Altre coppe | Altre coppe | Totale | Totale | Totale | Totale | % Vittorie | Piazzamento        |
| Stagione          | Squadra           | Comp              | G          | V          | N          | P          | Comp            | G               | V               | N               | P               | Comp               | G                  | V                  | N                  | P                  | Comp        | G           | V           | N           | P           | G      | V      | N      | P      | %          | Piazzamento        |
| ----------------- | ----------------- | ----------------- | ---------- | ---------- | ---------- | ---------- | --------------- | --------------- | --------------- | --------------- | --------------- | ------------------ | ------------------ | ------------------ | ------------------ | ------------------ | ----------- | ----------- | ----------- | ----------- | ----------- | ------ | ------ | ------ | ------ | ---------- | ------------------ |
| lug.-ott. 2014    | Vallée d'Aoste    | D                 | 11         | 1          | 0          | 10         | CI-D            | 1               | 0               | 0               | 1               | -                  | -                  | -                  | -                  | -                  | -           | -           | -           | -           | -           | 12     | 1      | 0      | 11     | &8,33      | Eson., Sub., Eson. |
| 2017-2018         | Avezzano          | D                 | 34+1       | 16         | 14         | 4+1        | CI-D            | 1               | 0               | 0               | 1               | -                  | -                  | -                  | -                  | -                  | -           | -           | -           | -           | -           | 36     | 16     | 14     | 6      | 44,44      | 3º                 |
| 2018-feb. 2019    | Avezzano          | D                 | 26         | 7          | 6          | 13         | CI-D            | 1               | 0               | 0               | 1               | -                  | -                  | -                  | -                  | -                  | -           | -           | -           | -           | -           | 27     | 7      | 6      | 14     | 25,93      | Dimiss.            |
| Totale Avezzano   | Totale Avezzano   | Totale Avezzano   | 61         | 23         | 20         | 18         |                 | 2               | 0               | 0               | 2               |                    | -                  | -                  | -                  | -                  |             | -           | -           | -           | -           | 63     | 23     | 20     | 20     | 36,51      |                    |
| 2019-2020         | Recanatese        | D                 | 26         | 14         | 6          | 6          | CI-D            | 1               | 0               | 0               | 1               | -                  | -                  | -                  | -                  | -                  | -           | -           | -           | -           | -           | 27     | 14     | 6      | 7      | 51,85      | 4º                 |
| 2020-feb. 2021    | Recanatese        | D                 | 14         | 6          | 4          | 4          | -               | -               | -               | -               | -               | -                  | -                  | -                  | -                  | -                  | -           | -           | -           | -           | -           | 14     | 6      | 4      | 4      | 42,86      | Eson.              |
| Totale Recanatese | Totale Recanatese | Totale Recanatese | 40         | 20         | 10         | 10         |                 | 1               | 0               | 0               | 1               |                    | -                  | -                  | -                  | -                  |             | -           | -           | -           | -           | 41     | 20     | 10     | 11     | 48,78      |                    |
| lug.-dic. 2021    | L’Aquila          | Ecc.              | 17         | 9          | 4          | 4          | CI-Ecc.         | 4               | 4               | 0               | 0               | -                  | -                  | -                  | -                  | -                  | -           | -           | -           | -           | -           | 21     | 13     | 4      | 4      | 61,90      | Dimiss.            |
| apr.-giu. 2024    | Bari              | B                 | 5+2        | 1+1        | 3+1        | 1          | CI              | -               | -               | -               | -               | -                  | -                  | -                  | -                  | -                  | -           | -           | -           | -           | -           | 7      | 2      | 4      | 1      | 28,57      | Sub., 17º          |
| Totale carriera   | Totale carriera   | Totale carriera   | 136        | 55         | 38         | 43         |                 | 8               | 4               | 0               | 4               |                    | -                  | -                  | -                  | -                  |             | -           | -           | -           | -           | 144    | 59     | 38     | 47     | 40,97      |                    |

## Palmarès

### Giocatore

#### Competizioni nazionali
- Coppa Italia Lega Pro: 1

Sorrento: 2008-2009